# Hartl Ede
Nyárádi Hartl Ede, eredeti nevén Hartl Eduárd (Temesvár, 1822. augusztus 17. – Eger, 1895. április 20.) építész, uradalmi bérlő  „a Tisza árvízi hajósa”, aki az 1876 és 1879 évi pusztító tiszai árvízek idején, saját javai pusztulásával mit sem törődve, életét nem kímélve sietett kompjával a Sarud térségében elpusztult Tisza-halász bajba jutott polgárainak megmentésére. A fenyegető végzetes veszélyt azzal tudta elhárítani, hogy a megáradt folyó vizét, mely a falvakat végveszéllyel fenyegette, a gátak átvágásával saját földjeire irányította, ahol nem voltak települések. Segítette a családok kitelepítését, élelemhez, ruhához, fedélhez juttatta őket, majd ugyancsak saját költségén jelentős mértékben részt vállalt az elpusztult falvak újjáépítésében. A vészhelyzet elhárításán túl védőtöltések és csatornák építésével is igyekezett a tiszai áradások pusztító erejét megfékezni, és a falu pusztulása után segítette a tiszahalásziak életének újrakezdését.
Hartl Edét önfeláldozásáért, emberbaráti segítségnyújtásáért 1880-ban Ferenc József Magyarország nemeseinek sorába emelte. és a Nyárádi előnév használatának jogával tüntette ki.
Nyárádi Hartl Ede tettei mintegy 130 éven át maradtak homályban az utókor számára, de a méltatlanul elfeledett ember neve és személyisége 2010-ben, Újlőrincfalva történeti kutatásai kapcsán ismét előtérbe került.

## Származása és családja
Hartl Ede egy Baden tartományból bevándorolt német polgári család harmadik generációs tagja volt, aki nem csupán tetteivel szolgálta választott hazáját, hanem identitásában is magyarrá lett: nevét ezért is változtatta a németes hangzású Eduárdról Edére. A Közép-Tisza méltatlanul elfeledett árvízi hajósának, eredeti családneve Harte volt, melyet ősei már a XVIII. század végén egyszerűsítettek Hartl-ra.
Nagyapja Harte Mihály – az 1790-es évek elején vándorolt be Donau-Eschingenből (Baden tartomány) Temesvárra. Mihály egy régi donau-eschingeni polgári, római katolikus kékfestő családból származott. Ezen Hartl Mihályról csak annyit tudni, hogy a napóleoni háborúk, illetve a Franciaországból Németországba is átterjedt forradalmi zavargások miatt volt kénytelen hazájából menekülni. A szülőföldről történt távozása után, nevét Harte-ról, Hartl-ra változtatta. Feleségét Annának nevezték, családi neve feledésbe merült. A házaspárnak 1796. évben fiuk született, akit János névre kereszteltek.
Hartl Jánosnak három fia született, József, Guidó és Eduárd.

## Élete

### Tanulmányai, fiatal évei
Ácsmesterséget tanult, és mivel igen ügyes rajzoló volt, további képzés végett Svájcba utazott és Zürichben építőmesteri képesítést nyert. Mint építési rajzolót több évig alkalmazták a bázeli kanton építészeti hivatalában. Svájci útjából visszatérve Eduárd átutazott Bajorországon és Badenen, főleg azért, hogy a donau-eschingeni atyafisággal az összeköttetést felújítsa, melynek nagy gazdaságáról legendák keringtek. Donau-Eschingenben azonban Eduárd élő Harte-ot már nem talált.
Temesvárra hazaérkezvén, megismerkedett Poldrugáts Aloiziával, akivel 1847. március 17-én házasságot kötött.
Hartl Eduárd fiatal házas korában nagy építési vállalkozásokban vett részt, többek közt az 1848. évi szabadságharc lezajlása után a pest-báziás-i vasútvonal Temesvár-Fehértemplom közötti szakaszát építette ki. E vállalkozásával igen tekintélyes vagyont szerzett.

### Mint uradalmi bérlő
A vasútépítési költségek elszámolásakor, Bécsben tartózkodván ismerkedett meg az akkori szatmári püspökkel, Hám Jánossal, aki szóbeli meghallgatás végett tartózkodott a császárvárosban és ugyanazon szállodában lakott, mint Hartl Eduárd. Ezen ismeretség vezetett oda, hogy Eduárd 1859-ben bérbe vette a szatmári püspökség tiszanánai uradalmát, nagyjából 3-4 ezer holdat. Az uradalom határa északon Átány-Szárazbőig, délen a Tisza vonaláig, keleten Poroszlóig, nyugaton Kisköréig terjedt ki, és magába foglalta a Tiszahalász és Sarud környéki földeket is.
A Hartl család 1863-ban számolta fel temesvári otthonát, s ekkor telepedtek le Pusztahídvégen.
Alig tíz évet töltöttek a Tisza-menti uradalomban, hiszen amikor Károly az egri ciszterci gimnáziumba került, a család Egerbe költözött. 1873. október 17-én megvásárolták a Széchenyi út 14. szám alatti lakóházat – a mai Uránia mozi épületét –, amelyhez akkor még gazdasági udvar is tartozott.
A család Egerbe költözése után Eduárd Pusztahídvég helyett Tiszanánáról intézte az uradalom gazdasági ügyeit. A család egri állandó tartózkodása ellenére is – ahogyan ebben az időben a vidéki gazdasággal rendelkező famíliák esetében gyakori volt – nyaranta hosszabb időt töltött az uradalomban.
A Hartl család tehát már nem tartózkodott életvitelszerűen a szatmári uradalomban, a családfő mégis a jó gazda gondosságával tartotta a szemét az uradalom értékein, s ami a következőkben ettől is fontosabb, szinte atyai figyelemmel követte a falvakban élők sorsát.

### A nagy tiszai árvizek idején
1876. március 24-én a Tisza átszakította a taskonyi védőgátat, s a medréből kilépett folyam 23 községet – köztük a szatmári püspökség falvait – és határát öntötte el. A minden eddiginél pusztítóbb áradat 2 ember- és 287 háziállat életét követelte. A vizek által körülvett Tisza-halász 415 lakosa tehetetlenül várta a végpusztulást. A túlparton a veszélyről értesülve Hartl Ede, a szatmári püspökség hídvégi uradalmának bérlője, 1200 hold tiszta búzáját hátra hagyva, életét nem kímélve segített a bajba jutott tiszahalásziak megmentésén. A 800 éves falu elpusztult, de az emberek mind partot értek.
Az Eger című lap, 1876. április 27-i száma, így írt a katasztrófáról:

„„Kettős megyénknek, a Tisza jelen példátlanul borzasztó kiáradása következtében elözönlött területén, egy-egy birtokost alig érintett a rendkívüli csapás oly súlyosan, mint a Szathmári püspökség megyénkbéli uradalmát, s illetőleg annak bérlőjét, a kiváló szorgalmú gazdát, Hartl Ede urat. Sarud és Poroszló között ugyanis a gátak átszakadásának következtében, egyszerre több mint 9 000 holdját borította el az árvíz eme bérelt uradalomnak, ezek közt mintegy 1 200 hold gyönyörű tisztabúza vetés lőn teljesen megsemmisítve. Ha ehhez vesszük, hogy egy nagyobbszerű tanya épület, s az ott felhalmozott takarmány lett a pusztító áradat áldozata: könnyű belátnunk, hogy a nevezett bérlő úr vesztesége a 100-120 ezer forintot haladja. S mégis azt mondhatjuk, hogy az, kit ily helyrehozhatatlan, óriási veszteség ért, midőn már minden elpusztult, midőn egyrészt éveken át folytatott kitartó szorgalma eredményét látta egyszerre megsemmisítve, – egyike volt ama buzgóknak, ki a szegény nép vagyonát megmenteni siettek. Ugyanis a nevezett bérlő úr összes igáival és cselédségével egyetemben, gazdatisztje kíséretében személyesen sietett a sarudi töltésekre, hol a sarudi és tiszanánai lakosságot erélyesen támogatván a töltések megvédésében, mondhatjuk, e helység igen sokat, csaknem mindent a bérlő úrnak köszönhet, hogy az árvízveszélytől mentve lőn. Kiváló segédkezet nyújtottak Hartl Ede úr mentési buzgalmának a tiszanánai és sarudi jegyzők is fáradhatatlan közreműködésükkel. Csak e napokban értesültünk az ottani hiteles szemtanúktól arról is, hogy az árvíz által teljesen elpusztított Tiszahalász lakossága, a borzasztó vész közepette életét, lábas jószágát, s terményeinek nagy részét megmentette, különösen annak köszönheti, hogy a nevezett bérlő úr a legnagyobb vész idején a legjobban sújtott község segélyére azonnal elküldé egyetlen kompját, midőn arra magának is legnagyobb szüksége volt. Hisz azt hisszük, e helységek az illető bérlő úr iránt örök hálára vannak kötelezve.””

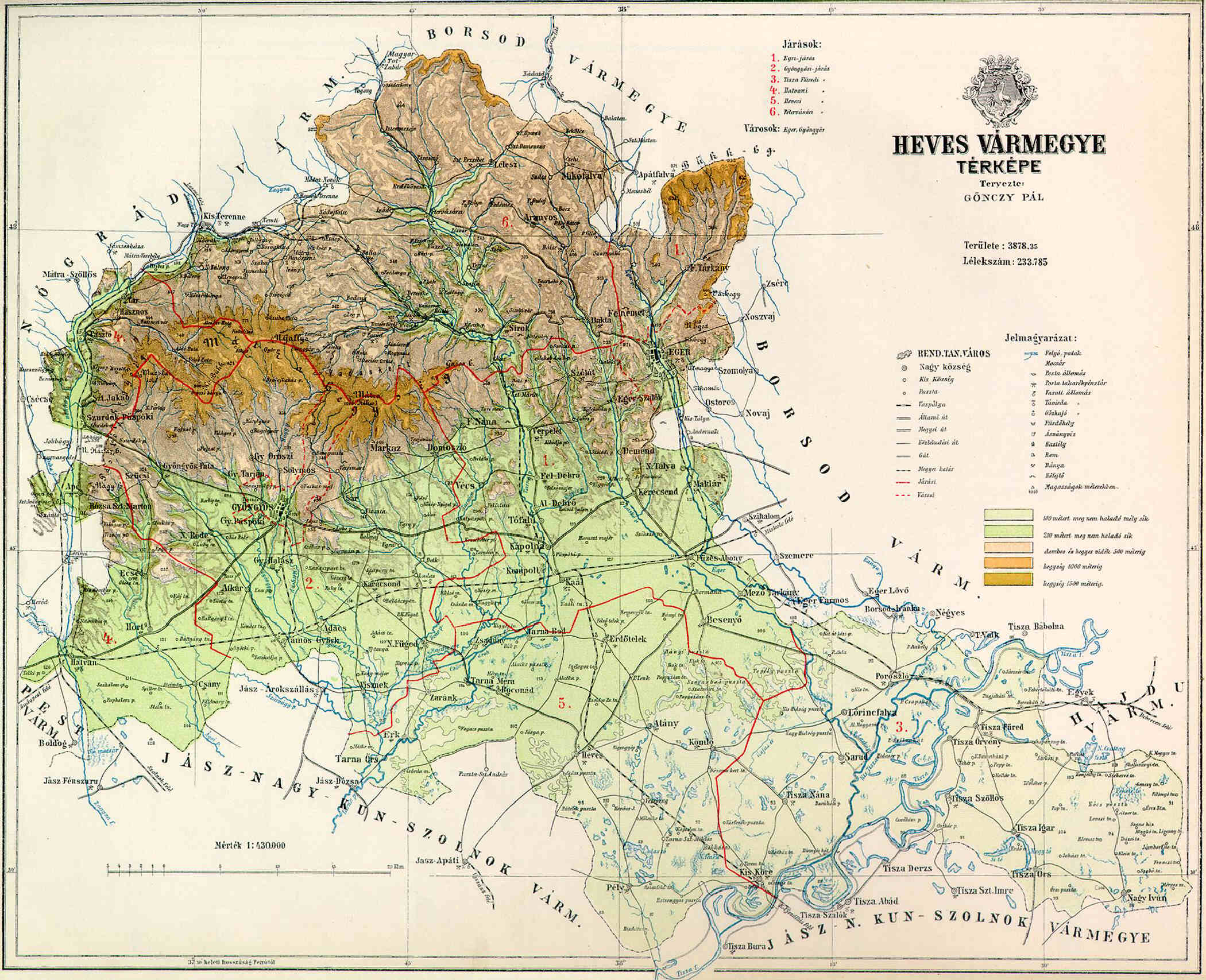
Heves vármegye domborzati térképe – 1891

A tavaszi áradat okozta riadalmat és az uradalomban tartózkodó Hartl Ede tettrekészségét jól érzékelteti egy róla fennmaradt legenda. A természeti katasztrófa óráiban a Tisza mentén élők papért kiáltottak, Hartl azonban nagy mérgesen azt mondta:„Ne a papért szaladjanak, hanem azonnal hozzanak kubikusokat!”
Hartl Ede emberségéről ezekben az években nemcsak a helyiek értesültek. 1878. április 29-én Bécsben a Ferenc József-rend lovagkeresztjével tüntették ki.
Az árvízi hajós a magas kitüntetés ellenére sem feledkezett el a halásziakról. 1878-ban jelentősebb adományt juttatott a romba dőlt falu új iskolájának felépítésére. 1878-ban és az azt megelőző években, az uradalomban saját költségén védőtöltést és csatornát épített.
1879. november 16-án Hartl Ede és Schlauch Lőrinc nyilatkozatot írtak alá, melyben az immár lovagkereszttel kitüntetett bérlő jelezte, hogy az elvégzett munkálatokért nincsenek követelései a szatmári püspökséggel szemben, vagyis a sarudi és a tiszahalászi lakosok biztonságáért emelt védőtöltéseket valóban emberbaráti szándékból, önzetlenül építette.

### A királyi elismerés
A nagy megpróbáltatások időszakában tanúsított önzetlen segítségért az igazi köszönet 1880. november 18-án érkezett. Heves vármegye felterjesztésére Hartl Ede és leszármazottjai a királytól magyar nemesi címet kaptak és jogot szereztek a nyárádi előnév használatára.
Részlet a nemesi oklevélből:

„Saját költségén védgátat építvén Sarud községet a Tisza árjától megóvta, később a községet feláldozó működése által újabb végveszélytől is megmentette, s az elemi csapások által sújtott községek hajlék- és élelem nélkül maradt szegényebb sorsú lakosainak segélyezése, élelmezése és elhelyezéséről emberbarátilag gondoskodott (...) tekintetbe véve azt, hogy az 1876-ik és 1879-ik árvízveszélyek alkalmával Tisza Halász község végveszélyben forgott lakosságának megmentését példás áldozatkészséggel és emberbaráti érzelemmel eszközölte.”

Nagy árvizek idején az élet- és vagyonmentés többnyire nemesi rangban lévő, tehetős emberek nevéhez kötődik. Hartl Ede életének és Tiszahalász legendájának különlegességét viszont éppen az jelenti, hogy az 1876-os, a falu teljes pusztulását eredményező árvíz idején a polgári jogállású bérlő, Hartl Ede mentette az óhalászi és pusztahídvégi embereket és javaikat, és ennek a hősi helytállásnak az eredménye lett a nemesség soraiba történt felemelkedés.

### Halála
A Hartl család élete a nemesi rangra emelés évében alapvetően megváltozott. Felmondták a szatmári püspökséggel addig fenntartott bérleti szerződést és megvásárolták Majtényi Józseftől a Borsod megyei mezőnyárádi birtokot.
Az 1895. év azonban szomorú változást hozott a Hartl család életébe: április 20-án elhunyt a nemesi címet szerző családfő, Ede, melyről az  Eger című újság 1895. április 23-i száma is hírt adott: „Nyárádi Hartl Ede, a Ferencz József-rend lovagja egri háztulajdonos és Borsod megyei földbirtokos, életének 73-ik, házasságának 48-ik évében folyó hó 20-án jobblétre szenderült.”
Az önzetlen ember nem feledkezett meg a szegényekről sem. Végrendeletében nagyobb összeget hagyott az egri betegápoló „Irgalmas nénékre”, felesége, Poldrugách Lujza pedig alapítvány létrehozásával segítette az egri koldulás megszüntetését.

Hős volt. Hős, aki életek százait mentette meg az 1876-os tragikus árvíz idején.

## Emlékezete

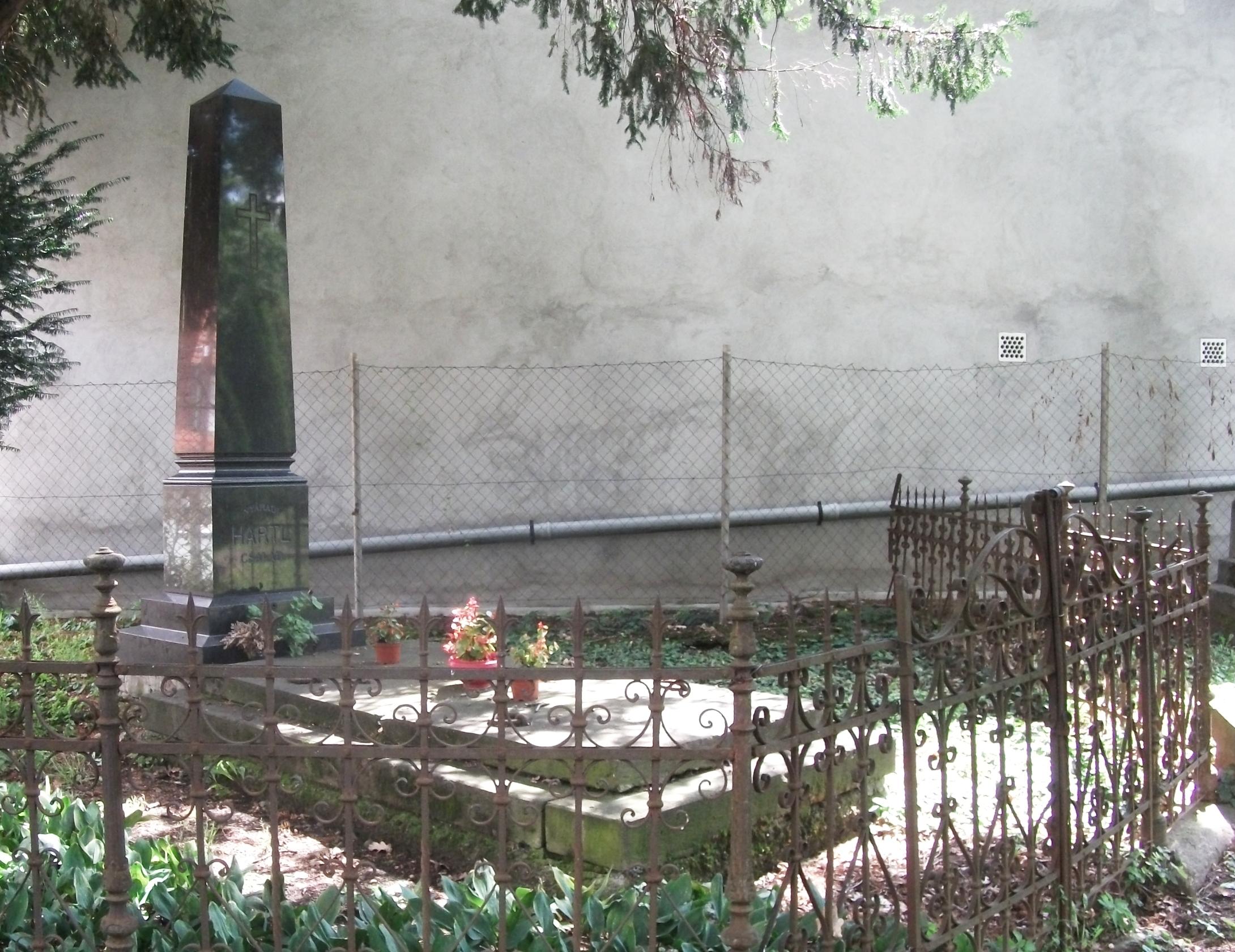
A Hartl család síremléke Egerben

- Márványobeliszkje – mely alatt gyermekeivel és több családtagjával együtt nyugszik – az egri Grőber temetőben található.
- 2010. november 21-én a sarudi római katolikus templom oldalfalán – a sarudi, az újlőrincfalvi önkormányzatok, valamint a Közép-Tisza-vidéki Vízügyi Igazgatóság és a család képviseletében – felavatták Hartl Ede emléktábláját, amellyel több mint egy évszázados történelmi adósságot igyekeztek pótolni, a Tisza árvízi hajósa tiszteletére.[16]
- 2011. május 10-én Újlőrincfalván – Tisza-halász utódtelepülésén – emlékszobát avattak fel Hartl Ede tiszteletére, amely az ő ma fellelhető hagyatékát őrzi.[5]
- 2014-ben ükunokája, Hibay Éva kezdeményezésére, Kátay László zeneművet írt "In memoriam Tisza-halász" címmel, a falu pusztulásáról és Hartl Ede tetteiről. A mű ősbemutatóját a poroszlói Tisza-tavi Ökocentrum kikötőjében tartották 2014. június 28-án.[8]

Hartl Edével megtörtént az, mint a magyar történelem oly sok jeles és kiemelkedő cselekedetét véghezvivő személyiségével, nevezetesen „meg kell halni és elfeledve lenni ahhoz, hogy az utókor fel tudja fedezni tetteit, emberségét, s méltóképpen tudjon emlékezni rá.” 